# 毛尔科陶伯德盖
毛尔科陶伯德盖，是匈牙利杰尔-莫雄-肖普朗州所辖的一个村。总面积16.29平方公里，总人口446，人口密度27.4人/平方公里（2011年1月1日）。